# Schizophrenia
Schizophrenia (рус. «Шизофрения») — второй студийный альбом бразильской метал группы Sepultura. Выпущен 30 октября 1987 года на лейбле Cogumelo Records, ремастеринг переиздание альбома выпустил лейбл Roadrunner Records.
Первый альбом Sepultura вместе с Андреасом Киссером. Звучание больше склоняется к трэш-металу, чем в предыдущем альбоме Morbid Visions, в котором доминирует блэк-метал. Все записи сделаны в августе 1987 году, кроме бонус-трека «Troops of Doom», записанного 26-27 августа 1990 года.
В альбоме была представлена семиминутная инструментальная композиция «Inquisition Symphony» (кавер-версию которой впоследствии сыграла на виолончелях группа Apocalyptica), а также «хит» «Escape to the Void» и об этой пластинке хорошо отзывались музыкальные критики. Об успехе релиза также говорит тот факт, что в Европе было продано 30 000 экземпляров бутлегов Schizophrenia, хотя от продажи бутлегов Sepultura ничего не заработала.

## Музыкальный стиль
Андреас Киссер заявляет, что когда он присоединился к Sepultura в 1987 году, он
...ввел немного новых влияний - традиционный хэви-метал и более мелодичный стиль. Мы поняли, кто из какого музыкального направления пришёл, и мы знали и могли найти путь чтобы объединить все наши усилия и делать музыку.

## Список композиций
| №   | Название                                                              | Длительность |
| --- | --------------------------------------------------------------------- | ------------ |
| 1.  | «Intro»                                                               | 0:31         |
| 2.  | «From the Past Comes the Storms»                                      | 4:55         |
| 3.  | «To the Wall (Sepultura - lyrics: Korg (Chakal))»                     | 5:36         |
| 4.  | «Escape to the Void»                                                  | 4:38         |
| 5.  | «Inquisition Symphony»                                                | 7:13         |
| 6.  | «Screams Behind the Shadows»                                          | 4:48         |
| 7.  | «Septic Schizo»                                                       | 4:31         |
| 8.  | «The Abyss»                                                           | 1:01         |
| 9.  | «R.I.P. (Rest in Pain)»                                               | 4:36         |
| 10. | «Troops of Doom (М. Кавалера/Джейро Гуедз/Пауло младший/И. Кавалера)» | 3:17         |
| 11. | «The Past Reborns the Storms (Demo Version)»                          | 5:08         |
| 12. | «Septic Schizo (Rough Mix)»                                           | 4:34         |
| 13. | «To the Wall (Rough Mix)»                                             | 5:31         |

Трек 10 был добавлен в 1990 году в связи с переизданием альбома лейблом Roadrunner Records. Треки
11-13 доступны только на ремастер-переиздании 1997 года.

## Участники записи
- Sepultura
  - Макс Кавалера — вокал, ритм-гитара
  - Андреас Киссер — ведущая гитара, акустическая гитара, бэк-вокал
  - Пауло младший — бас-гитара
  - Игор Кавалера — барабаны
- Тарсо Сенра — инженер
- Gauguim — инженер 10 трека
- Скотт Бёрнс — миксинг на 10 треке
- Henrique — синтезатор
- Пауло Гордо — скрипка
- Fabiana — фотография
- Джеф Дэниэльс — продюсер (переиздание)
- Джордж Марино — ремастеринг (переиздание)
- Дон Кайе — liner notes (переиздание)